# Future Memories
Future Memories este al optulea album de studio creat de DJ-ul german André Tanneberger cunoscut ca ATB. A fost lansat în 2009 și este împărțit pe două CD-uri: primul cu muzică dance și al doiela cu piese chill-out. Patru melodii depășesc 160 BPM, ritm rar întâlnit în melodiile lui ATB, deși nu aduceau a muzică hardcore. Motivul pentru creșterea numărului de bătăi pe minut a fost introducerea elementelor din stilul Drum and bass în melodii ca „What About Us” și „My Everything”.
A colaborat cu mai mulți artiști, printre care Josh Gallahan, Haley Gibby (de la Summer of Space), Betsie Larkin, Aruna, Tiff Lacey, Roberta Carter Harrison (de la Wild Strawberries), Apple&Stone, Jades and Flanders.

## Lista melodiilor
ATB a anunțat lista melodiilor pe data de 27 martie 2009 pe blogul său de MySpace.

### CD 1
1. "L.A. Nights"
2. "What About Us" (în colaborare cu Jan Löchel)
3. "Swept Away" (în colaborare cu Roberta Carter Harrison)
4. "A New Day" (în colaborare cu Betsie Larkin)
5. "My Everything" (în colaborare cu Tiff Lacey)
6. "Summervibes with 9PM"
7. "Gravity" (în colaborare cu Haley Gibby)
8. ATB pres. Josh Gallahan: "Luminescence"
9. ATB pres. Flanders: Behind
10. "Future Memories"
11. "Still Here" (în colaborare cu Tiff Lacey)
12. "My Saving Grace" (în colaborare cu Aruna)
13. "Terra 260273"
14. ATB pres. Jades: "Communicate" (în colaborare cu Jan Löchel)

### CD 2
1. "Talismanic"
2. "Missing" (în colaborare cu Tiff Lacey)
3. "Horizon"
4. "Voices"
5. ATB pres. Flanders: Behind (Versiune ambientală ATB)
6. ATB pres. Apple&Stone: "Authentic Reaction"
7. "Careless"
8. "Twilight"
9. "Listen To Me"
10. "Living Life Over"
11. "Silent Meaning"
12. "Malibu Road"